# Nacaduba vicania
Nacaduba vicania är en fjärilsart som beskrevs av Corbet 1938. Nacaduba vicania ingår i släktet Nacaduba och familjen juvelvingar. Inga underarter finns listade i Catalogue of Life.